# Шолт
Шолт (мађ. Solt) је град у Мађарској. Шолт је град у оквиру жупаније Бач-Кишкун.
Шолт је имао 6.470 становника према подацима из 2010. године.

## Географија
Град Шолт се налази у средишњем делу Мађарске. Од престонице Будимпеште град је удаљен око 105 километара јужно. Град се налази у средишњем делу Панонске низије, близу десне обале Дунава. Надморска висина града је око 95 метара.